# Serrasalmus
Serrasalmus är ett släkte av fiskar. Serrasalmus ingår i familjen Characidae.

## Dottertaxa tillSerrasalmus, i alfabetisk ordning[1]
- Serrasalmus altispinis
- Serrasalmus altuvei
- Serrasalmus auriventris
- Serrasalmus brandtii
- Serrasalmus compressus
- Serrasalmus eigenmanni
- Serrasalmus elongatus
- Serrasalmus emarginatus
- Serrasalmus geryi
- Serrasalmus gibbus
- Serrasalmus gouldingi
- Serrasalmus hastatus
- Serrasalmus hollandi
- Serrasalmus humeralis
- Serrasalmus irritans
- Serrasalmus maculatus
- Serrasalmus manueli
- Serrasalmus marginatus
- Serrasalmus medinai
- Serrasalmus nalseni
- Serrasalmus neveriensis
- Serrasalmus nigricans
- Serrasalmus nigricauda
- Serrasalmus odyssei
- Serrasalmus rhombeus
- Serrasalmus sanchezi
- Serrasalmus scotopterus
- Serrasalmus serrulatus
- Serrasalmus spilopleura
- Serrasalmus stagnatilis
- Serrasalmus undulatus